# Give a Little Bit
Give A Little Bit – singel brytyjskiej, progresywnej grupy rockowej Supertramp z albumu Even in the Quietest Moments... wydany w maju 1977 roku. Utwór błyskawicznie stał się międzynarodowym przebojem, co potwierdzają liczne notowania na listach przebojów. Singiel został wydany ponownie w celach charytatywnych przez ITV Telethon, nie odnosząc jednak sukcesu.
Utwór oznaczony jest jako wspólna kompozycja Ricka Daviesa i Rogera Hodgsona, lecz tak naprawdę jest autorstwa Hodgsona. Hogdson i Davies stanowili duet kompozytorski do czasu odejścia Hodgsona w 1983 roku.
Perkusista grupy mówi o tym utworze tak: "Roger pracował w Malibu nad tym utworem dłuższą chwilę. Słyszałem tę piosenkę w pokojach hotelowych i w podobnych miejscach. Miał on [Roger] tę piosenkę na małej taśmie gdy dołączałem się do zespołu, więc byłem zżyty z tą melodią. Próbowaliśmy wielu dźwięków perkusyjnych, lecz gdy uderzałem w prawą stronę werbla brzmiało to jak... uderzenia pociągu. W całym utworze jest tylko werbel i bęben basowy, bez tom-tomów czy czegokolwiek."

## Występy na żywo
"Give A Little Bit" miał zostać wydany na albumie Paris, jednak członkowie zespołu stwierdzili, że żadna z nagranych wersji nie nadaje się do wydania z powodu złej jakości. Od czasu odejścia Rogera Hodgsona z zespołu piosenka ta jest stałym punktem jego repertuaru koncertowego. Utwór został wykonany również podczas koncertu Hodgsona z Ringo Starrem w 2001 roku i znajduje się na albumie Starra pt. Ringo Starr and Friends. W niedzielę 1 lipca 2007 roku Roger Hodgson zaśpiewał tę piosenkę podczas Koncertu dla Diany na stadionie Wembley w Londynie.
Po odejściu Hodgsona w 1983 roku zespół wyłączył utwór z repertuaru koncertowego. Powrócił on dopiero podczas trasy grupy w 2002 roku, zatytułowanej "One More For The Road Tour". Śpiewał ją wtedy Jessie Siebenberg. Utwór był grany również podczas trasy koncertowej pt. "70-10 Tour" w 2010 roku.

## Spis utworów

### 1977: singiel 7"
Strona A
1. "Give A Little Bit" – 3:20

Strona B
1. "Downstream" – 4:00

### 1990: singielCD
1. "Give A Little Bit" – 4:07
2. "The Logical Song" (Live) – 3:41
3. "Bloody Well Right" (Live) – 6:11

### 1992: singielCD
1. "Give A Little Bit" – 4:10
2. "Give A Little Bit" (Live) – 4:03
3. "Breakfast in America" – 2:38

### 2012: singielCD
1. "Give A Little Bit" (z chórem)

## Wykonawcy
- Roger Hodgson – akustyczna gitara 12-strunowa, wokal prowadzący i wspierający
- Rick Davies – klawinet, fortepian, wokal wspierający
- John Helliwell – saksofon altowy, wokal wspierający
- Dougie Thompson – gitara basowa
- Bob Siebenberg – perkusja